# Łukasz Opaliński (Schriftsteller)

Das Adelswappen der Familie von Opaliński, Wappengemeinschaft Łodzia

Łukasz de Bnin Opaliński (* 1612; † 1666 in Rytwiany) war ein polnischer Adliger, politischer Aktivist und einer der bedeutendsten polnischen Schriftsteller und Dichter des 17. Jahrhunderts. Er gehörte der Wappengemeinschaft Łodzia an.

## Leben
Ab dem Jahr 1631 bekleidete Opaliński das Amt des Starost von Pobiedziska, das Amt des Kämmerers von Kalisz von 1638 bis 1640 und schließlich das des Kämmerers von Posen vom selben Jahr an. Vom 10. März bis zum 1. Mai 1638 war er Sejmmarschall in Warschau und Hofmarschall der polnisch-litauischen Krone ab 1650.
Opaliński erhielt seine umfassende Ausbildung an der Lubrański-Akademie in Posen, der Universität von Löwen, der Universität von Orléans und besuchte auch die Universitäten von Straßburg und Padua.
Seine Hochzeit mit Izabela Tęczyńska ermöglichte ihm, die erheblichen Besitztümer ihrer Familie zu übernehmen. Da er – wie auch sein Bruder – bibliophil war, vergrößerte er seine Bibliothek, die er von Jan Tęczyński, einem Onkel seiner Frau Izabela, geerbt hatte. Diese von ihm erweiterte Bibliothek galt als eine der größten Privatbibliotheken Europas und wuchs auch durch seine Kontakte zu den meisten Buchdruckern Europas, von denen er meist erste Auflagen erhielt, stetig.
Bereits im Alter von zwanzig Jahren stimmte er während des Wahlsejms von 1632 für König Władysław IV. Wasa. Als aktiver Politiker war Opaliński Mitglied in vielen Sejms und deren Ausschüssen (wie etwa zu den Gebieten Militär, Finanzen und Diplomatie). Er kritisierte die goldene Freiheit und sprach sich für Reformen aus, darunter etwa eine Reform der Beratungsprozeduren des Sejms (in seinem Werk Rozmowa Plebana z Ziemianinem, 1641). Er war gegen das Liberum Veto und den Machtmissbrauch durch Magnaten (Coś nowego, 1652). Nach dem Tod Władysław IV. unterstützte er die Wahl seines Bruders Johann II. Kasimir zum König. Gegen die schwedische Invasion (die sogenannte „Schwedische Sintflut“) stand er Johann II. Kasimir auch nach dem Überlaufen seines eigenen Bruders Krzysztof Opaliński auf die schwedische Seite im Jahr 1655 bei.
1652 war er Vorsitzender eines Sejmtribunals, das Hieronim Radziejowski für seine Kollaboration mit den Schweden während deren Invasion verbannte. In den 1661 und 1662 tagenden Sejms gehörte er zu den Unterstützern einer Vivente-Rege-Regelung, die auch von König Johann II. Kasimir favorisiert wurde.
1661 förderte er die Herausgabe der ersten polnischen Zeitung, des Merkuriusz Polski Ordynaryjny. Im selben Jahr veröffentlichte er auch sein Werk Poeta nowy, das erste Werk in Polnisch über die Prinzipien der Poesie. Auch die Erfindung der Fußballvariante woodske wird ihm zugeschrieben. Er starb 1666 in Rytwiany.

## Werke
- Rozmowa plebana z ziemianinem albo Dyskurs o postanowieniu teraźniejszym Rzeczypospolitej i o sposobie zawierania sejmów (1641) (Unterhaltung zwischen einem Pfarrer und einem Landjunker, oder Diskurs über gegenwärtige Aktivitäten in der Republik und wie der Sejm gebildet wird) – anonym veröffentlicht
- Polonia defensa contra Joannem Barclaium (1648) (Verteidigung Polens gegen John Barclay) – eine Antwort auf Icon Animorum von John Barclay, die Opaliński als eine sehr ungerechte Darstellung Polens betrachtete
- Coś nowego (…) (1652) (Etwas neues (…))
- De officiis libri tres (1659) – Lehrbuch zur Ethik, das von vielen jesuitischen Schulen benutzt und oft nachgedruckt wurde
- Poeta nowy (c. 1661) (Neuer Poet)